# Radisson (Wisconsin)
Radisson ist eine Gemeinde (mit dem Status „Village“) im Sawyer County im US-amerikanischen Bundesstaat Wisconsin. Im Jahr 2010 hatte Radisson 241 Einwohner.
Der Ort wurde nach dem französischen Entdecker, Waldläufer und Pelzhändler Pierre-Esprit Radisson benannt.

## Geografie
Radisson liegt im mittleren Nordwesten Wisconsins am linken Ufer des Couderay River, der über den Chippewa River zum Stromgebiet des Mississippi gehört.
Die geografischen Koordinaten von Radisson sind 45°46′08″ nördlicher Breite und 91°13′17″ westlicher Länge. Das Gemeindegebiet erstreckt sich über eine Fläche von 1,01 km² und ist vollständig von der Town of Radisson umgeben, ohne dieser anzugehören.
Die Nachbarorte von Radisson sind Ojibwa (8,9 km ostnordöstlich), Winter (17,5 km in der gleichen Richtung), Exeland (14,7 km südlich), Weirgor (12,4 km südsüdwestlich) und Couderay (7,5 km westnordwestlich).
Die nächstgelegenen größeren Städte sind Duluth am Oberen See in Minnesota (168 km nordwestlich), Wausau (226 km südöstlich), Green Bay am Michigansee (374 km in der gleichen Richtung), Wisconsins Hauptstadt Madison (402 km südsüdöstlich), Eau Claire (131 km südsüdwestlich) und die Twin Cities (Minneapolis und Saint Paul) in Minnesota (220 km südwestlich).

## Verkehr
In Radisson treffen die Wisconsin State Highways 27, 40 und 70 zusammen. Alle weiteren Straßen sind untergeordnete Landstraßen, teils unbefestigte Fahrwege sowie innerörtliche Verbindungsstraßen.
In West-Ost-Richtung verläuft der Tuscobia State Trail durch Radisson, ein auf der Trasse einer ehemaligen Eisenbahnstrecke verlaufender Rail Trail für Wanderer, Reiter und Radfahrer. Daneben ist noch das Befahren des Weges mit Quads möglich. Im Winter kann der Wanderweg auch mit Langlaufski und Schneemobilen befahren werden.
Die nächsten Flughäfen sind der Duluth International Airport (177 km nordwestlich), der Chippewa Valley Regional Airport in Eau Claire (126 km südsüdwestlich) und der Minneapolis-Saint Paul International Airport (240 km südwestlich).

## Bevölkerung
Nach der Volkszählung im Jahr 2010 lebten in Radisson 241 Menschen in 110 Haushalten. Die Bevölkerungsdichte betrug 238,6 Einwohner pro Quadratkilometer. In den 110 Haushalten lebten statistisch je 2,19 Personen. 
Ethnisch betrachtet setzte sich die Bevölkerung zusammen aus 83,0 Prozent Weißen, 3,3 Prozent Afroamerikanern, 5,0 Prozent amerikanischen Ureinwohnern, 1,2 Prozent Asiaten sowie 1,7 Prozent aus anderen ethnischen Gruppen; 5,8 Prozent stammten von zwei oder mehr Ethnien ab. Unabhängig von der ethnischen Zugehörigkeit waren 5,0 Prozent der Bevölkerung spanischer oder lateinamerikanischer Abstammung. 
24,9 Prozent der Bevölkerung waren unter 18 Jahre alt, 53,1 Prozent waren zwischen 18 und 64 und 22,0 Prozent waren 65 Jahre oder älter. 47,3 Prozent der Bevölkerung waren weiblich.
Das mittlere jährliche Einkommen eines Haushalts lag bei 34.250 USD. Das Pro-Kopf-Einkommen betrug 19.447 USD. 38,5 Prozent der Einwohner lebten unterhalb der Armutsgrenze.